# Dilleritomus filiformis
Dilleritomus filiformis är en stekelart som först beskrevs av Gabriel Strobl 1901.  Dilleritomus filiformis ingår i släktet Dilleritomus och familjen brokparasitsteklar. Utöver nominatformen finns också underarten D. f. mundus.